# 都密
都密是大夏时期的五翕侯之一，位置約在今天阿富汗一帶，在公元前30年-公元前80年间和其它三部翕侯被贵霜所灭。